# Andorra en los Juegos Olímpicos de Turín 2006
Andorra estuvo representada en los Juegos Olímpicos de Turín 2006 por un total de 3 deportistas que compitieron en 2 deportes.  
El portador de la bandera en la ceremonia de apertura fue el esquiador aalpino Àlex Antor. El equipo olímpico andorrano no obtuvo ninguna medalla en estos Juegos.